# Robert Herzog
Pour les articles homonymes, voir Herzog.
Robert Herzog (né le 6 mars 1903 à Prague, Bohème, Empire austro-hongrois, aujourd'hui République tchèque, et mort en 1943 à Sobibor-Majdanek) est un journaliste français, fils du rabbin David Herzog, professeur d'université, et de Fred Herzog, un futur juge aux États-Unis. Il est déporté par le convoi n° 51, en date du 6 mars 1943, de Drancy vers Sobibor-Majdanek, où il est assassiné, à l'âge de 40 ans.

## Biographie
Robert Herzog est né le 6 mars 1903 à Prague, alors en Bohème, Empire austro-hongrois. Il est le fils du rabbin David Herzog (né le 7 novembre 1869 à Trnava, Slovaquie et mort le 6 mars 1946, à Oxford, Royaume-Uni), et de Anna Herzog (née Reich) (née le 28 avril 1883 à Dukla, Pologne et morte le 11 août 1964 à Chicago, Illinois, États-Unis).
Il a un frère cadet, Fred (Friedrich) Herzog (né le 21 septembre 1907 à Prague, alors en Bohème, Empire Austro-Hongrois et mort le 21 mars 2008, à Chicago, Illinois, États-Unis), un juge.
La famille va s'établir à Graz en Autriche, où son père devient le Grand-rabbin de la ville et de la région (Styrie).
Dans la nuit du 9 novembre 1938, la Nuit de Cristal, l'unique Synagogue de Graz, construite en 1892, est détruite par les nazis. Le rabbin David Herzog, âgé de 70 ans, est traîné de chez lui, battu, et jeté dans la rivière Mur. Il est sauvé et s'échappe à Oxford, au Royaume-Uni.

### Paris
Robert Herzog immigre en France, dans les années 1930.
Il étudie à la Sorbonne.
Il devient un journaliste.

### Arrestation et déportation
Robert Herzog est réfugié à Saint-Amand-Montrond dans le Cher. Il est arrêté à Douadic (Indre). Il est déporté du Camp de Drancy vers Sobibor-Majdanek par le convoi n° 51, en date du 6 mars 1943 et assassiné.
Sa famille n'apprend son destin qu'après la guerre.

## Mémoire
- Stolpersteine à Graz[9],[12]